# Ceraticelus subniger
Ceraticelus subniger is een spinnensoort in de familie van de hangmatspinnen (Linyphiidae).
Het dier behoort tot het geslacht Ceraticelus. De wetenschappelijke naam van de soort werd voor het eerst geldig gepubliceerd in 1949 door Ralph Vary Chamberlin.